# Haplomunna hubbsi
Haplomunna hubbsi is een pissebed uit de familie Haplomunnidae. De wetenschappelijke naam van de soort is voor het eerst geldig gepubliceerd in 1976 door Wilson.